# Déclaration Balfour de 1917
Pour les articles homonymes, voir Déclaration Balfour.

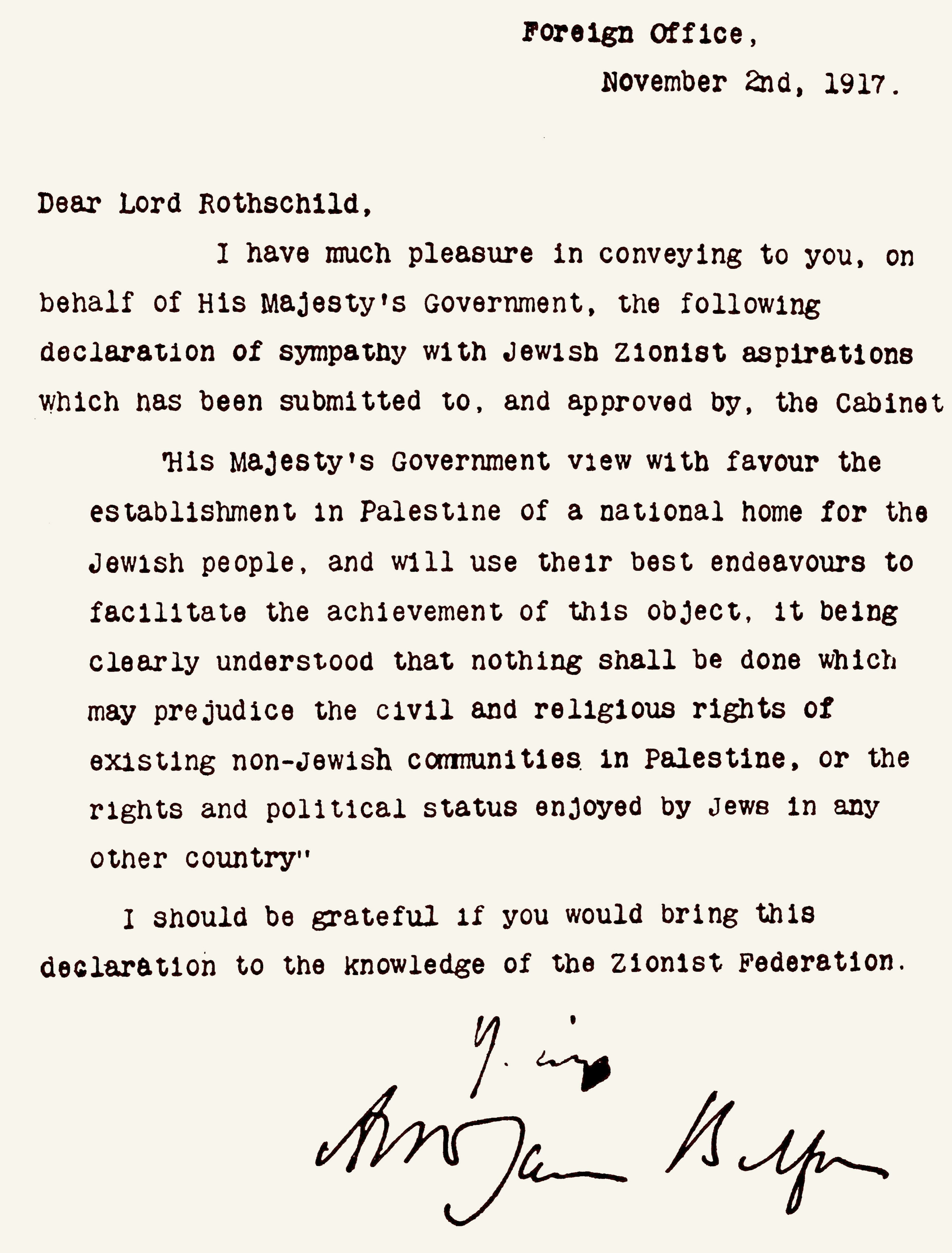
Le texte de la déclaration.

La déclaration Balfour de 1917 est une lettre ouverte comportant soixante-sept mots, datée du 2 novembre 1917 et signée par Arthur Balfour, secrétaire d'État britannique aux Affaires étrangères (Foreign Secretary) dans le gouvernement de David Lloyd George. Elle est adressée à Lionel Walter Rothschild (1868-1937), personnalité de la communauté juive britannique et financier du mouvement sioniste, aux fins de retransmission à l'Organisation sioniste mondiale (fondée en 1897 par le père du sionisme Theodor Herzl, mort en 1904).
Par cette lettre, le Royaume-Uni se déclare en faveur de l'établissement en Palestine, bientôt (en 1920) sous mandat britannique, d'« un foyer national pour le peuple juif » (traduction de « a national home for the Jewish people »). Cette déclaration est considérée comme une des premières étapes dans la création de l'État d'Israël. La lettre précise que ce projet ne devra pas porter atteinte aux droits civils et religieux des communautés non juives présentes sur le territoire, ni aux droits ou au statut politique des Juifs dans les autres pays.
En France, le ministère des Affaires étrangères avait adopté une position similaire en juin 1917 dans une lettre (en) de Jules Cambon à Nahum Sokolow.

## Le front oriental durant la Première Guerre mondiale

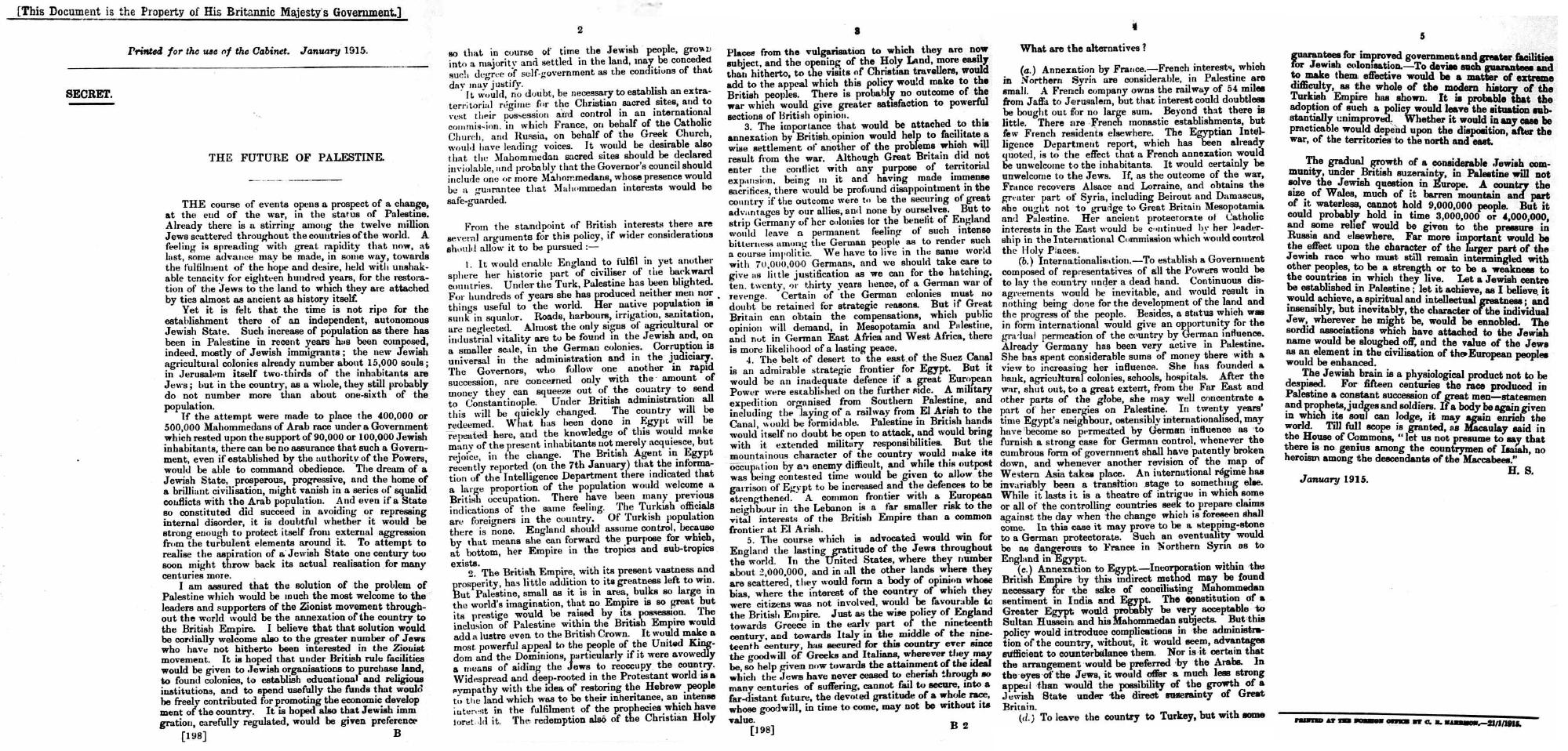
Mémorandum britannique prévoyant l'annexion de la Palestine (Herbert Samuel, 1915).

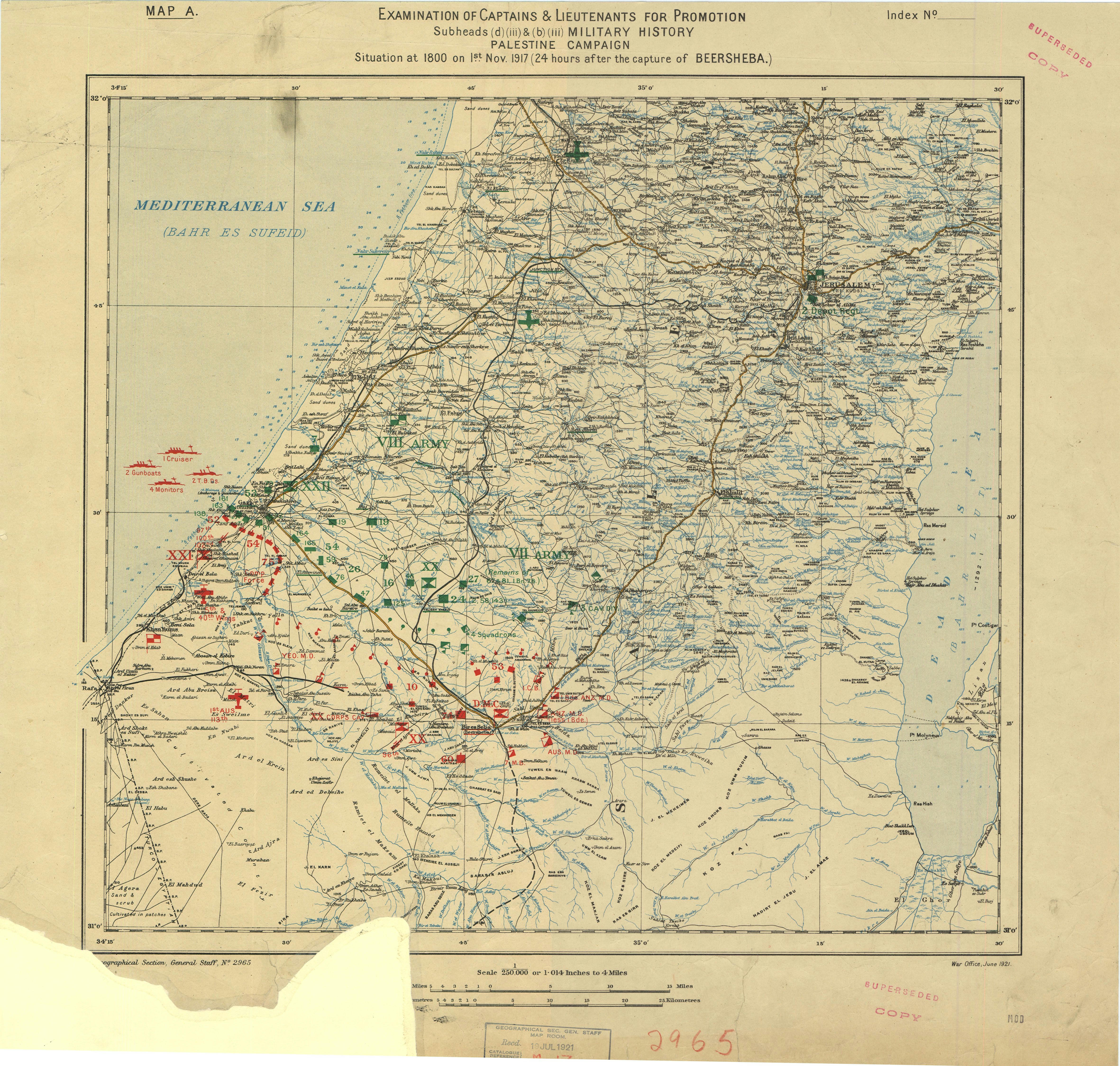
Carte militaire de la Palestine après la prise de Beer-Sheva
(1er novembre 1917)

À l'aube de la Première Guerre mondiale, la Palestine fait partie de l'Empire ottoman, qui a déjà perdu au cours du XIXe siècle la plupart de ses territoires européens ainsi que le Maghreb qui s’étendait jusqu´à la frontière du royaume Chérifien du Maroc. Quoique soutenue militairement par l'Allemagne, qui mise sur l'achèvement du chemin de fer Berlin-Bagdad, la faiblesse des Ottomans aiguise les convoitises des Britanniques et des Français, qui souhaitent remodeler la région après la guerre et négocient les accords Sykes-Picot (signés en mai 1916).
Les Alliés soutiennent le nationalisme arabe et la Révolte arabe de 1916-1918, qui fragilise le dispositif turc, puis ouvre une brèche importante avec la bataille d'Aqaba (6 juillet 1917). Cette percée permet aux Britanniques de relancer la campagne de Palestine, après un premier échec puis un second devant les forces turques et allemandes. Les troupes britanniques conduites par le général Allenby remportent le 31 octobre une victoire décisive à Beer-Sheva, confirmée le surlendemain par la prise de Gaza et par la prise de Jérusalem le 9 décembre — un mois après la publication de la Déclaration Balfour.

## Contexte stratégique international
Avant la guerre, une partie du monde juif s'est politiquement structurée avec l'Organisation sioniste mondiale, d'abord dirigée par le journaliste austro-hongrois Theodor Herzl, puis en Angleterre par le scientifique d'origine russe Chaim Weizmann. Dès 1903, Herzl avait obtenu une lettre officielle du Foreign Office déclarant que la Grande-Bretagne acceptait un accord sur la création d'une colonie juive sous administration juive, document que Yoram Hazony juge « surpassant même la Déclaration Balfour ».
Cette diplomatie fut reprise durant la guerre pour faire avancer l'idée de la création d'un « home » juif au Proche-Orient. Chaim Weizmann, qui avait trouvé au profit de l'Angleterre un procédé pour synthétiser l'acétone nécessaire à la fabrication de la dynamite de façon beaucoup moins chère, s'y emploie en 1917, au moment où les Alliés désespéraient de gagner la guerre. L'intervention des États-Unis devenait nécessaire, quoique l'opinion américaine y fût peu favorable. L'influence juive était disputée tant par les Alliés que par l'Allemagne,, et même par les Turcs.
Un pacte avec le mouvement sioniste s'avérait utile, ainsi que l'explique Churchill :

« L'année 1917 marqua peut-être la période la plus maussade et la plus sombre de la guerre. […] C'était l'époque où les éléments les plus résolus du gouvernement britannique cherchaient à enrôler toute influence capable de garder unies à la tâche les nations alliées. Le mouvement sioniste, dans le monde entier, était activement proallié, et, en particulier, pro-britannique. Ce mouvement n'était nulle part plus visible qu'aux États-Unis et nos espoirs reposaient dans une large mesure sur la part active que prendraient les États-Unis dans la lutte sanglante qui s'annonçait. Les talentueux dirigeants du mouvement sioniste et ses nombreuses ramifications exercèrent une influence appréciable sur l'opinion américaine et cette influence […] était constamment en notre faveur. […] Les Juifs (sionistes aussi bien que non sionistes) […] ont œuvré pour le succès de la Grande-Bretagne et pour une étroite coopération entre la Grande-Bretagne et les États-Unis. La Déclaration Balfour ne doit donc pas être regardée comme une promesse faite pour des motifs sentimentaux, c'était une mesure pratique prise dans l'intérêt d'une cause commune à un moment où cette cause ne pouvait se permettre de négliger aucun facteur d'assistance matérielle ou morale. »

La Déclaration Balfour fut ainsi faite pour assurer aux Alliés l'appui de l'opinion juive mondiale quand en 1917 la situation militaire était parvenue à une phase critique. Aussi fut-elle avalisée par tous les Alliés et même, en France, antérieurement, par la Déclaration Cambon (en) remise à Nahum Sokolow (4 juin 1917), qui marquait que le gouvernement français « ne peut éprouver que de la sympathie pour votre cause (et pour) la reconnaissance, par la protection des puissances alliées, de la nationalité juive, sur cette terre dont le peuple d’Israël a été chassé il y a tant de siècles ». Après la publication de la Déclaration Balfour, une note insérée dans le journal Le Temps en février 1918 officialise qu'à M. Sokolov a été « confirmé que l’entente est complète entre les gouvernements français et britannique en ce qui concerne la question d’un établissement juif en Palestine. » ; ce que le ministre français des Affaires étrangères Stephen Pichon confirme encore par une seconde lettre adressée à Sokolov

## Rédaction et publication de la déclaration

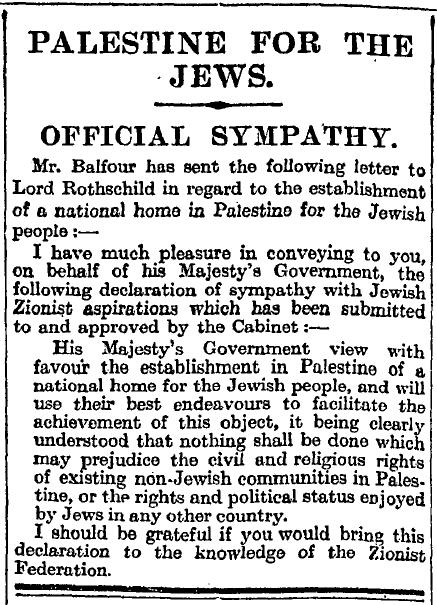
Déclaration Balfour dans le Times du 9 novembre 1917.

Lloyd George, nouveau premier ministre britannique depuis décembre 1916, résume ainsi l'origine de la Déclaration Balfour :

« Quand nos difficultés prirent fin grâce au génie du Dr Weizmann [qui avait facilité la production de la dynamite], je lui dis : "Vous avez rendu un grand service à l'État et je dois vous recommander à sa majesté pour un honneur". Il répondit : "Je ne veux rien pour moi-même (mais) je voudrais que vous fassiez quelque chose pour mon peuple". Il expliqua alors son désir du rapatriement des Juifs sur la terre sacrée qu'ils ont rendu célèbre. Ce fut la source et l'origine de la fameuse déclaration sur le National Home pour les Juifs en Palestine. »

En fait dès février 1917 Mark Sykes, colonel et député spécialiste du Moyen-Orient, entame des négociations avec les leaders sionistes en Angleterre. Puis en juin, le ministre des Affaires étrangères, Lord Balfour reçoit Lord Rothschild, membre éminent de la communauté juive britannique soutenant le mouvement sioniste, ainsi que Chaim Weizmann, et leur demande de rédiger une proposition de déclaration concernant l'appui du gouvernement britannique à l'immigration juive en Palestine. Plusieurs propositions sont rédigées et une synthèse est approuvée le 3 septembre par le cabinet de guerre, nonobstant l'opposition de Curzon et de Montagu.
La déclaration prend la forme d'une lettre adressée à Lord Rothschild le 2 novembre 1917 et publiée dans le Times de Londres le 9 novembre, par un encart long de 67 mots en anglais, intitulé « Palestine for the Jews. Official Sympathy » :

« Cher Lord Rothschild,
J'ai le grand plaisir de vous transmettre, de la part du gouvernement de Sa Majesté, la déclaration suivante de sympathie avec les aspirations juives sionistes, qui a été soumise au cabinet et approuvée par lui.
"Le gouvernement de Sa Majesté envisage favorablement l'établissement en Palestine d'un foyer national pour le peuple juif et fera tout ce qui est en son pouvoir pour faciliter la réalisation de cet objectif, étant clairement entendu que rien ne sera fait qui puisse porter atteinte soit aux droits civiques et religieux des collectivités non juives existant en Palestine, soit aux droits et au statut politique dont les Juifs disposent dans tout autre pays."
Je vous serais obligé de porter cette déclaration à la connaissance de la Fédération sioniste. »

— Arthur James Balfour,.
Par cette lettre, le Royaume-Uni se déclare en faveur de l'établissement en Palestine d'un foyer national juif. Cette déclaration est considérée comme une des premières étapes dans la création de l'État d'Israël. La promesse qu'elle contient est apparemment rapidement mise en œuvre, dès la conférence de Paris (1919), préalable à la conférence de San Remo (avril 1920) et au traité de Sèvres (août 1920), la délégation sioniste à ces deux conférences ayant approuvé que le mandat de la Palestine soit confié au Royaume-Uni.
Dans un mémorandum adressé à Lord Curzon le 11 août 1919, Balfour écrivait avec franchise :
« La contradiction entre les termes du Pacte et la politique des Alliés est encore plus flagrante dans le cas de la « nation indépendante » de Palestine que dans celui de la « nation indépendante » de Syrie. Car, en Palestine, nous n’envisageons même pas de consulter les souhaits des habitants actuels du pays, bien que la Commission américaine ait tenté de les connaître. »
« Les quatre grandes puissances sont attachées au sionisme. Et le sionisme, qu’il soit juste ou injuste, bon ou mauvais, est enraciné dans des traditions séculaires, dans des besoins présents, dans des espoirs futurs, d’une importance bien plus profonde que les désirs et les préjugés des 700 000 Arabes qui peuplent aujourd’hui cette terre ancestrale. » 
« À mon avis, c'est exact. Ce que je n'ai jamais pu comprendre, c'est comment cela peut s'harmoniser avec la déclaration (anglo-française) de novembre 1918, le Pacte ou les instructions à la Commission d'enquête. »

« Je ne pense pas que le sionisme nuira aux Arabes, mais ils ne diront jamais qu'ils le souhaitent. Quel que soit l'avenir de la Palestine, elle n'est pas encore une « nation indépendante », et elle n'est pas encore en voie de le devenir. Quelle que soit la déférence que l'on puisse accorder à l'opinion de ceux qui y vivent, les Puissances, dans le choix d'un mandataire, n'envisagent pas, si je comprends bien, de les consulter. En bref, en ce qui concerne la Palestine, les Puissances n'ont fait aucune déclaration de fait qui ne soit reconnue comme erronée, ni aucune déclaration de politique qu'elles n'aient toujours eu l'intention de violer, du moins dans sa lettre… »

## Réactions arabes
L'hostilité arabe au projet sioniste, que la Déclaration Balfour soutenait, n'est pas d'abord unanime. Antérieurement, des intellectuels arabes se félicitaient de l'arrivée de Juifs, pensant qu'ils apportaient la main-d'œuvre, les techniques et le capital nécessaire au développement de la Palestine, voire un appui contre le pouvoir turc honni. Da'ud Barakat, rédacteur du journal égyptien Al Ahram, écrivait : « Il est absolument nécessaire qu'une entente soit réalisée entre les sionistes et les Arabes, car la guerre des mots ne peut faire que du mal. Le pays a besoin des sionistes : l'argent qu'ils apporteront, leurs connaissances et leur intelligence, ainsi que l’ardeur au travail qui les caractérise contribueront sans aucun doute à la renaissance du pays ». Envoyé par le mouvement sioniste pour mener des négociations avec notamment des acteurs du Congrès général arabe, Sami Hochberg, éditeur d'un quotidien de Constantinople, parvient à un accord verbal avec le Parti de la Décentralisation du Caire et le Comité de la Réforme de Salim Ali Salam à Beyrouth. Il rapporte que sur une vingtaine de personnalités arabes rencontrées, deux seulement se déclaraient opposées à toute immigration juive.

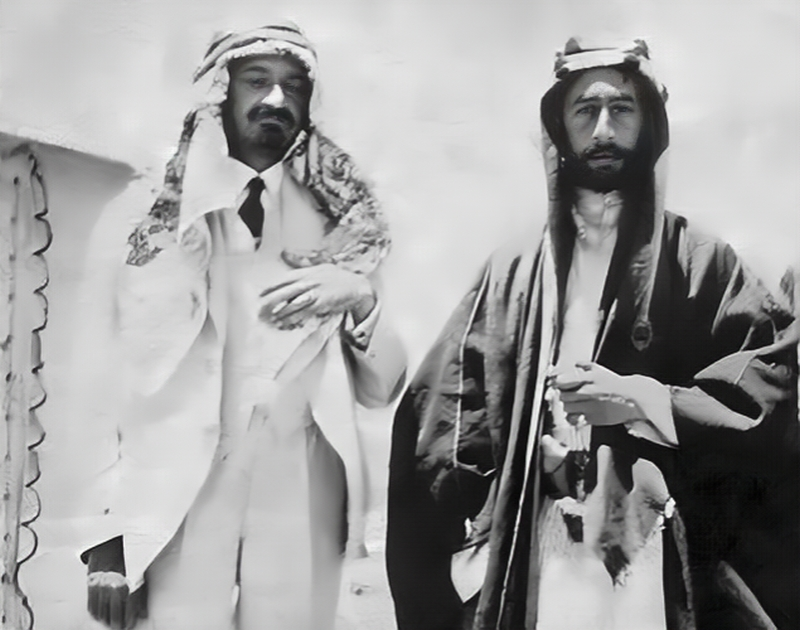
Weizmann et Fayçal (1918).

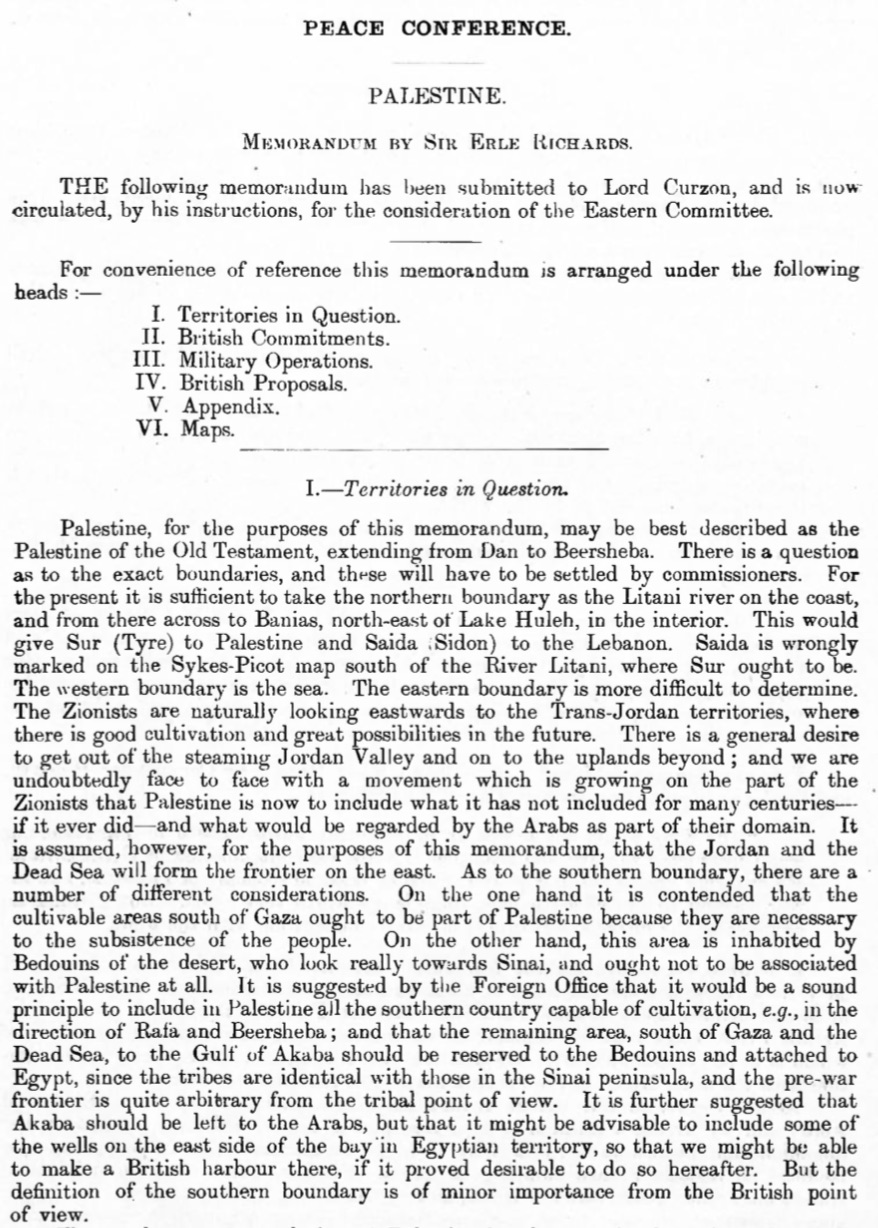
Mémorandum britannique à la conférence de Paris pour la délimitation des frontières.

Durant la Première Guerre mondiale, Kalvarisky témoigne de fréquentes entraides entre Juifs et Arabes, qui n'étaient guère mieux traités par les Turcs. Après la Déclaration Balfour, le chérif de La Mecque Hussein publie dans un journal de La Mecque que « ceux qui sont assez profonds… savaient que le pays [la Palestine] était pour ses premiers fils, en dépit de leurs différences, une patrie aimée et sacrée. Le retour de ces exilés dans leur pays s'avérera, matériellement et spirituellement, une école pratique pour leurs voisins qui sont avec eux dans les champs, les fabriques, les commerces, et en toute chose liée au travail et au labeur ». À Jérusalem, le mufti Kamil al-Husayni (en) participa à la pose de la première pierre de l'université hébraïque au mont Scopus.
Après la guerre, durant la conférence de la paix de Paris une négociation directe sous l'égide de T. E. Lawrence a lieu entre Chaim Weizmann, président du Comité sioniste, et Fayçal, fils du chérif Hussein et délégué arabe à la Conférence. Cette négociation aboutit à la signature de l'Accord Fayçal-Weizmann de 1919. Cet accord définit l'État arabe et la Palestine comme deux territoires pour l'une et l'autre partie, leurs frontières devant être rapidement définies par une commission bipartie, les provisions de la Déclaration Balfour mise en œuvre en Palestine, y compris une immigration juive sur une grande échelle, les sanctuaires musulmans restant sous contrôle musulman, etc.,. Cet accord ne fut jamais appliqué. Les représentants arabes l'ont rejeté, officiellement parce qu'il ne leur fut pas permis de créer le grand État arabe qu'ils avaient souhaité.
Les nationalistes arabes perçoivent la Déclaration Balfour comme étant en contradiction avec la promesse d'un grand État arabe indépendant que laissait entrevoir la correspondance McMahon-Hussein en 1915. Leur panarabisme se sent surtout floué par les accords Sykes-Picot conclus secrètement en 1916, prévoyant la mise sous tutelle des possessions turques au Moyen-Orient divisées en États séparés, ce que la conférence de San Remo (1920) institutionnalise : mandat de la Société des Nations confié aux Britanniques en Irak et en Palestine, et aux Français en Syrie et au Liban.
Quant aux chefs religieux, ils annoncent dès la publication de la Déclaration Balfour que « les musulmans du monde entier ne pourront jamais accepter que Jérusalem soit un jour aux mains des Juifs. Peu à peu une opposition s’organisera chez les musulmans et un jour on verra de nouvelles croisades mais musulmanes contre les Juifs. »

## Mise en pratique par la Grande-Bretagne
Les sionistes voyaient dans l'Angleterre leur meilleur allié pour leur projet. Ils ont demandé et obtenu que le mandat sur la Palestine soit attribué à la Grande-Bretagne pour que la Déclaration Balfour y soit implémentée. Cependant, les actes de l'administration mandataire démentent les promesses. Six semaines après la Déclaration Balfour, le général Allenby pénétrant en Palestine déclare : « La Palestine ne sera ni juive, ni arabe, elle sera anglaise ». Lorsqu'il prend Jérusalem, pour écarter les prétentions françaises il impose le régime militaire, et à aucun moment il n'est question de sionisme et de déclaration Balfour.
Lorsque éclate le premier pogrom anti-juifs en 1920, le gouverneur anglais Ronald Storrs fait arrêter et condamner les défenseurs juifs tandis que la plupart des émeutiers arabes ne reçoivent que de légères peines. Son successeur, Herbert Samuel (dont le mémorandum de 1915 recommandait l'annexion de la Palestine par la Grande-Bretagne), recommande l'arrêt de l'immigration juive, et fait nommer grand mufti le principal organisateur du pogrom, Amin al-Husseini. Dans les années 1930, trois « Livres blancs » visent à limiter et limitent effectivement drastiquement l'immigration juive (en 1939, lors de la montée des persécutions nazies, 75 000 personnes permises seulement sur 5 ans) ainsi que l'autonomie promise.
Meinertzhagen (officier supérieur envoyé par le Foreign Office comme conseiller politique auprès du général Allenby) note dans son journal que l'administration anglaise « devint désespérément infectée par des idées anti-sionistes et pro-arabes… dès mon arrivée j'ai vu que toutes les mains travaillaient contre le sionisme, certains ouvertement, d'autres clandestinement… L'atmosphère du Colonial Office [à Londres] est définitivement judéophobe ».

## Symbole

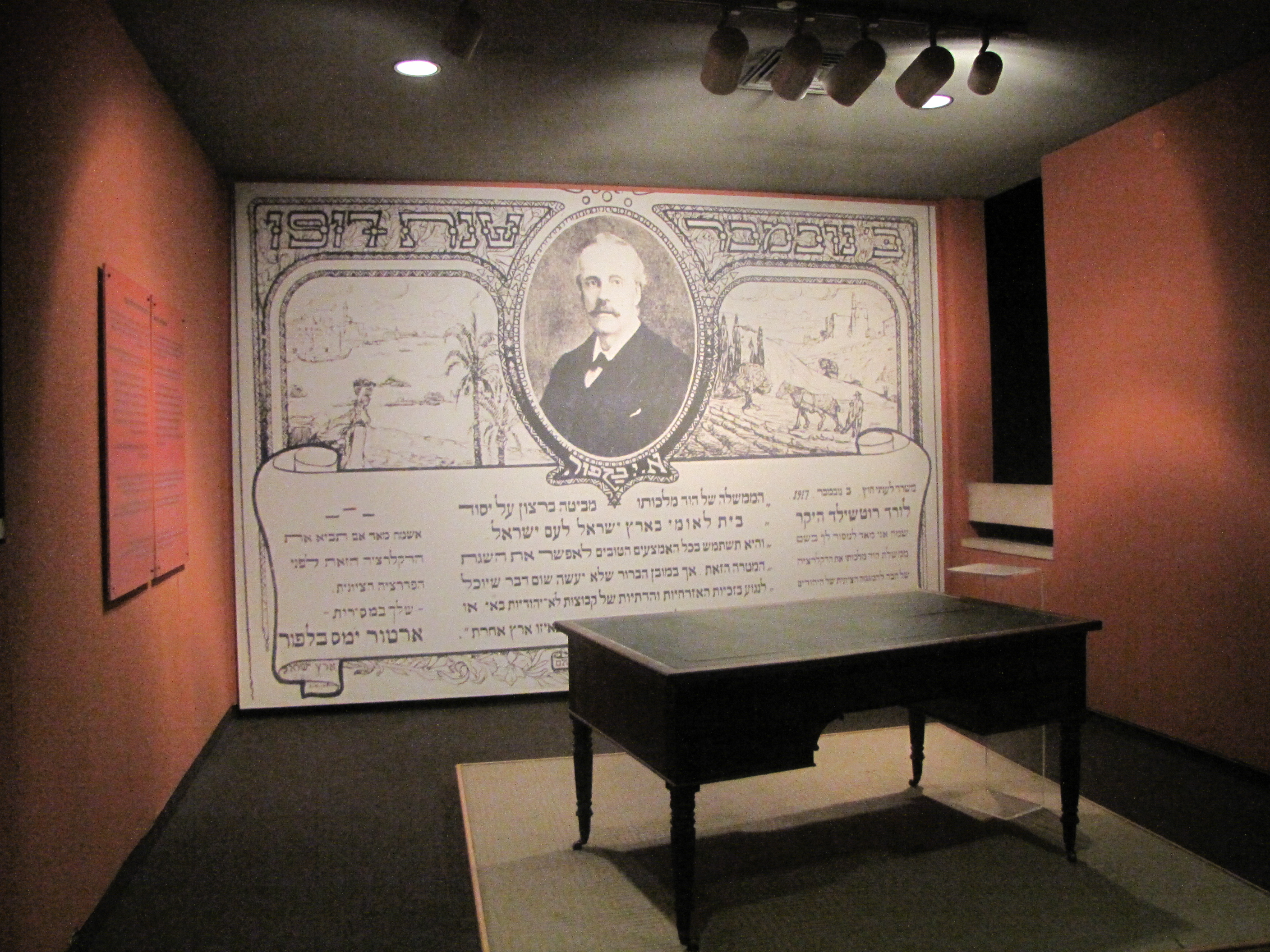
La table de travail de Lord Balfour exposée au Musée du peuple juif (Tel Aviv).

La Déclaration Balfour est une date marquante pour le mouvement sioniste, et reste emblématique pour Israël.
Dès novembre 1918, une parade célèbre son premier anniversaire à Jérusalem.
Significativement, la table de travail de Balfour (ci-contre) est exposée au musée du peuple juif à Tel Aviv.

### En anglais
- (en) Joseph Mary Nagle Jeffries, Palestine : The reality, vol. 1, Longmans, Green and Co., 1939.
- Colonel Meinertzhagen, Middle East Diary, Londres, Cresset Press, 1956 (lire en ligne).
- (en) Neville Mandel, Attempts at an Arab‐Zionist entente: 1913-1914, vol. 1, t. 3, Middle Eastern Studies, 1965 (présentation en ligne).
- (en) Aharon Cohen, Israel and the Arab World, New York, Funk & Wagnalls, 1970.
- (en) Samuel M. Katz, Battleground: Fact and Fantasy in Palestine, New York, Taylor, 1973 (lire en ligne).
- (en) Marianne A. Rhett, The Global History of the Balfour Declaration : Declared Nation, Routledge, coll. « Studies in Modern History », 19 novembre 2015, 168 p. (ISBN 9781317312765, lire en ligne).